# Huset Savojen-Aosta

Huset Savojen-Aostas vapensköld

Huset Savojen-Aosta utgör en kollateral gren, som uppstod 1845, av huset av Savojen-Carignano. Överhuvudet för huset Savojen-Aosta bär titeln hertig av Aosta och behandlas som kunglig höghet. I vissa tider i huset Savojen-Aostas historia har huset på grund av sin popularitet nästan verkat som "konkurrent" till den viktigaste grenen av huset Savojen - det kungliga huset, men lojaliteten till och respekten för kungen har aldrig brustit.

## Ursprung och historia
Första medlemmen i Savojen-Aosta var Amadeus I av Spanien. Han var tredje barnet, och andre sonen, till ärkehertiginnan Maria Adelheid av Österrike och Kung Viktor Emanuel II.
Den 30 maj 1867 gifte sig Amadeus med prinsessan Maria Victoria al Pozzo della Cisterna (1847–1876). De fick tre barn:
- Emmanuel Filiberto, hertig av Aosta(1869–1931)
- Viktor Emanuel, greve av Turin (1870–1946)
- Ludvig Amadeus, hertig av Abruzzerna (1873–1933)

Då Amadeus 1876 blev änkeman gifte han om sig med sin systerdotter Maria Letizia Bonaparte och fick sonen:
- Umberto, hertig av Salemi, (1890–1918).

Alla utom den äldste sonen dog innan de hunnit få några barn. Varken Viktor Emanuel eller Umberto hann heller gifta sig innan de gick bort.
De mest minnesvärda av Ludvig Amadeus, hertig av Abruzzernas, utforskande expeditioner var:
- Två världsomseglingar (1894–1897 och 1902–1904).
- Bestigning av berget Mount Saint Elias i Alaska (1897).
- Deltagare i expeditionen till nordpolen (1899–1900), där de 25 april 1899 nådde sin högsta latitud Arktis 86 ° 33 '49 ".

## Lista över hertigar av Aosta
Titeln hertig av Aosta gavs till olika furstar av dynastin Sardinien.
- Viktor Emanuel, hertig av Aosta (1759–1824), hertig av Aosta från födseln och tills han 1802 besteg Sardiniens tron som kung Viktor Emanuel I.
- Amadeus, 1:e hertig av Aosta (1845–1890), kung av Spanien 1870–1873.
- Emanuel Filiberto, 2:e hertig av Aosta (1869–1931).
- Amadeus, 3:e hertig av Aosta (1898–1942).
- Aimone, 4:e hertig av Aosta (1900–1948), kung av Kroatien 1941–1943.
- Amadeus, 5:e hertig av Aosta (1943–2021).

Titeln har sedan juli 2006 använts av Amadeus son prins Aimone, hertig av Apulia (född 1967). Amione är gift med prinsessan Olga av Grekland som är den yngre dottern till prins Michael av Grekland och Danmark.